# Giáp Dần
Giáp Dần (chữ Hán: 甲寅) là kết hợp thứ 51 trong hệ thống đánh số Can Chi của người Á Đông. Nó được kết hợp từ thiên can Giáp (Mộc dương) và địa chi Dần . Trong chu kỳ của lịch Trung Quốc, nó xuất hiện trước Ất Mão và sau Quý Sửu. Giáp Dần là những năm có số dư là 54 khi chia cho 60.

## Các năm Giáp Dần
Giữa năm 1700 và 2200, những năm sau đây là năm Giáp Dần (lưu ý ngày được đưa ra được tính theo lịch Việt Nam, chưa được sử dụng trước năm 1967):
- 1734
- 1794
- 1854
- 1914 (26 tháng 1, 1914 – 13 tháng 2, 1915)
- 1974 (23 tháng 1, 1974 – 10 tháng 2, 1975)
- 2034 (19 tháng 2, 2034 – 7 tháng 2, 2035)
- 2094 (15 tháng 2, 2094 – 4 tháng 2, 2095)
- 2154